# Ulf Sunasson
Ulf Sunasson, var en svensk klockgjutare i Skänninge.

## Biografi
Ulf Sunasson var son till borgmästaren och klockgjutaren Suno i Skänninge. Sunasson utbildades sig troligen till klockgjutare i Nederländerna och tillverkade klockor mellan 1517 och 1539 i Skänninge.

## Gjutna klockor
| Gjutår | Kyrka/Lokal        | Klocka      | Övrigt |
| ------ | ------------------ | ----------- | --- |
| 1517   | Bondstorps kyrka   | Storklockan | Inskrift: År 1517 efter Guds börd, Ulf Sonason gjuten i Skenninge. Hjälp Jesus, Marias son, den rene.                                                                 |
| 1519   | Rappestads kyrka   | Storklockan | Omgjuten 1775. Inskrift: Åren efter Guds bird MDXIX. Ulf Sonnason. Help Jhesus Maria Son then rene.                                                                   |
| 1522   | Östra Ny kyrka     | Lillklockan | Bevarad. Inskrift: År 1522 efter Guds börd. Herr Jöns. Ulf Sonnason.                                                                                                  |
| 1523   | Valdshults kyrka   | Storklockan | Bevarad. Inskrift: Aarom efter gudz byrd MDXXIII Ulf Sonnason, help ihesus.                                                                                           |
| 1525   | Fivelstads kyrka   | Storklockan | Bevarad. Översatt inskrift: År 1525 efter Guds börd (Kristi födelse) stöpte mig Ulf till Guds och Jungfru Marie lov i nådigaste fader biskop Hans (biskop Brask) tid. |
| 1526   | Risinge kyrka      |             | Omgjuten 1682. Inskrift: Ulf mek stöpte Gudi til lof ok Jomfru Maria i wördigare. Faders bisp Johans tid årom efter Gus byerd MDVI ok XX.                             |
| 1526   | Ekeby kyrka, Närke | Storklockan | Bevarad. Inskrift: Aarom efter gudz byrd MDXXVI help ihesus Maria son then rene Ulf Sonnason.                                                                         |
| 1528   | Åkers kyrka        | Storklockan | Bevarad. Inskrift: År 1528 efter Guds börd stöpte mig Uld, Gud och Jungfru Maria till lov. Kuratus var Andreas.                                                       |
| 1529   | Viby kyrka, Närke  |             | Omgjuten 1813. Inskrift: Jomfru Maria oc thet Helia kors Årom efter Guds byrd MDXXIX Gudi till lof. Herr Sven Månsson Kyrkioherre.                                    |
| 1530   | Västra Hargs kyrka |             | Omgjuten 1826. Inskrift: Gudh til lof ock Jomfru Maria. arom efter Gudz byrd MDXXX.                                                                                   |
| 1532   | Normlösa kyrka     | Lillklocka  | Bevarad. Förvaras på Statens historiska museum, Stockholm. Inskrift: År 1532 eter Guds börd. Jesus Marie son. Ulf.                                                    |
| 1532   | Ottravads kyrka    |             | Bevarad. Inskrift: Arom efter gudx byrd MDXXXII Ulf mek stopte gude til lof.                                                                                          |
| 1535   | Fivelstads kyrka   | Lillklockan | Omgjuten 1805 och 1872. Inskrift: Ulf mek köpte Gudi tel lof ok jomfru Marie årom efter Gudi byrd MDXXXV.                                                             |
| 1538   | Öjaby kyrka        | Storklockan | Bevarad. Inskrift: Arom efther gudz byrd MDXXXIII Ulf mek stopte gud til lof och pris.                                                                                |
| 1539   | Sjögestads kyrka   | Lillklockan | Omgjuten 1767. Inskrift: Arum epther Guds byrd MDXXXVIIII. Ulf mek stöpte Gudi til lof.                                                                               |

### Fotnoter
1. ↑  Rörby, Gunnar; Olle Pettersson, Marie-Ann Wadstein, Ulf Wadstein (1989). En bok om Skänninge. Skänninge: Skänningeortens Hembygdsförening S:ta Ingrids Gille. sid. 26-28. Libris 134226
2. ↑  Åmark, Mats (1944). Ulf Sunasson från Skänninge. En klockgjutare från Gustaf Vasas tid. Skänninge. sid. 327-341. Libris 10205652